# تپه گورستان یوسقول دالو
تپه قبرستان یوسقول دالو مربوط به دوران پیش از تاریخ ایران باستان تا دوران‌های تاریخی پس از اسلام است و در شهرستان بوئین‌زهرا، بخش آوج، روستای قره بلاغ واقع شده و این اثر در تاریخ ۲۵ اسفند ۱۳۸۰ با شمارهٔ ثبت ۵۶۸۷ به‌عنوان یکی از آثار ملی ایران به ثبت رسیده است.